# Ивановское кладбище (Екатеринбург)
Ива́новское кла́дбище — некрополь Екатеринбурга.
Расположено в центре города. Площадь — 18,5 га. Кладбище не имеет чёткой планировки — в восточной части имеется заасфальтированная дорожка, соединяющая Иоанно-Предтеченский храм с мемориалом героям революции. В западной части — также асфальтированная дорожка и несколько веерообразных тропинок.

## История
Свою историю некрополь ведёт с 10-20 годов XIX века, когда были произведены первые захоронения, а официально участок был оформлен как кладбище в 1843 году.
В 1860 году за счёт купцов Телегиных и других купцов была возведена каменная ограда Ивановского кладбища. Ограда была выложена из дикого камня и плитняка. Вход украшают кованные ворота. В настоящее время стена находится в удручающем состоянии.
Официально кладбище было закрыто для захоронений в 1990-е годы. Тем не менее урновые захоронения на кладбище по-прежнему производятся.

### Иоанно-Предтеченская церковь

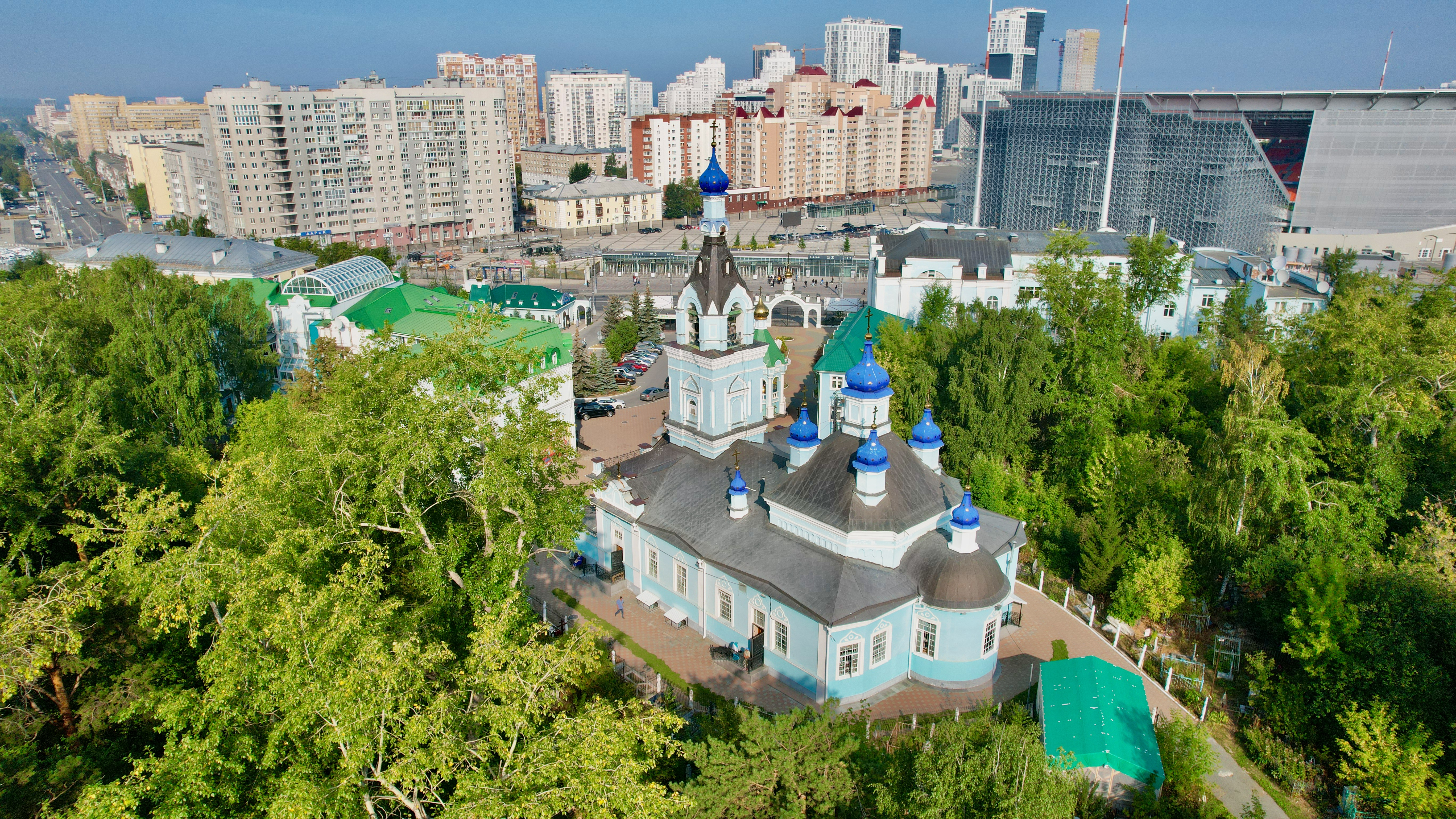
Иоанно-Предтеченская церковь

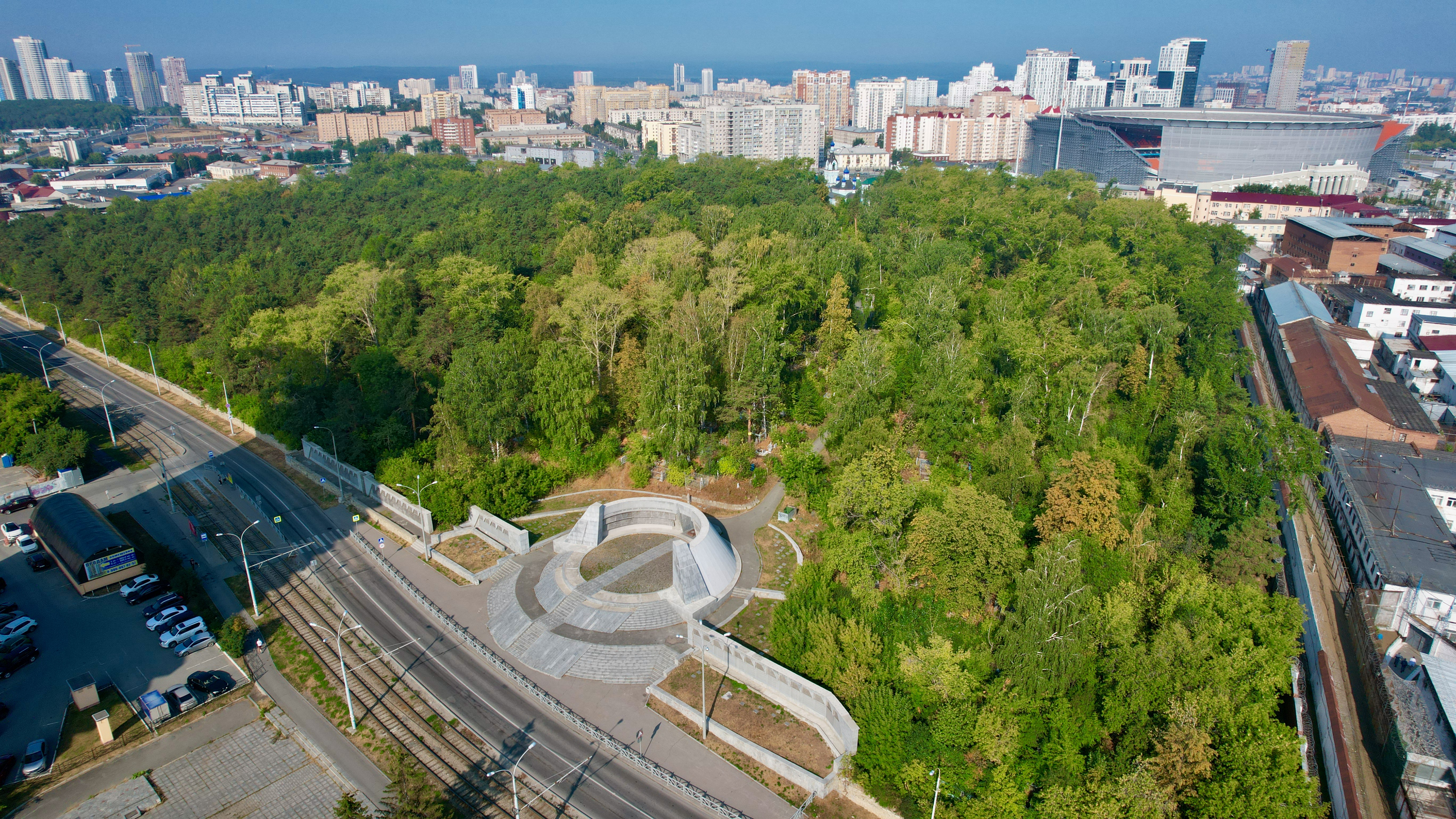
Вид с высоты

На территории кладбища находится каменная Иоанно-Предтеченская церковь, в честь которой кладбище получило своё название. Церковь построена в период 1846−1860 годов. Строительство спонсировал купец Арсений Стефанович Телегин. Это единственная церковь Екатеринбурга, которая не закрывалась даже в советское время. В настоящее время церковь имеет статус Кафедрального собора.

## Памятник Павлу Петровичу Бажову
Одной из достопримечательностей Ивановского кладбища является памятник уральскому писателю П. П. Бажову. Памятник был установлен в 1961 году. Скульптор А. Ф. Степанова, арх. М. Л. Минц. Скульптура изображает писателя в полный рост, размышляющего над очередным своим сказом.

## Мемориал героям революции и гражданской войны

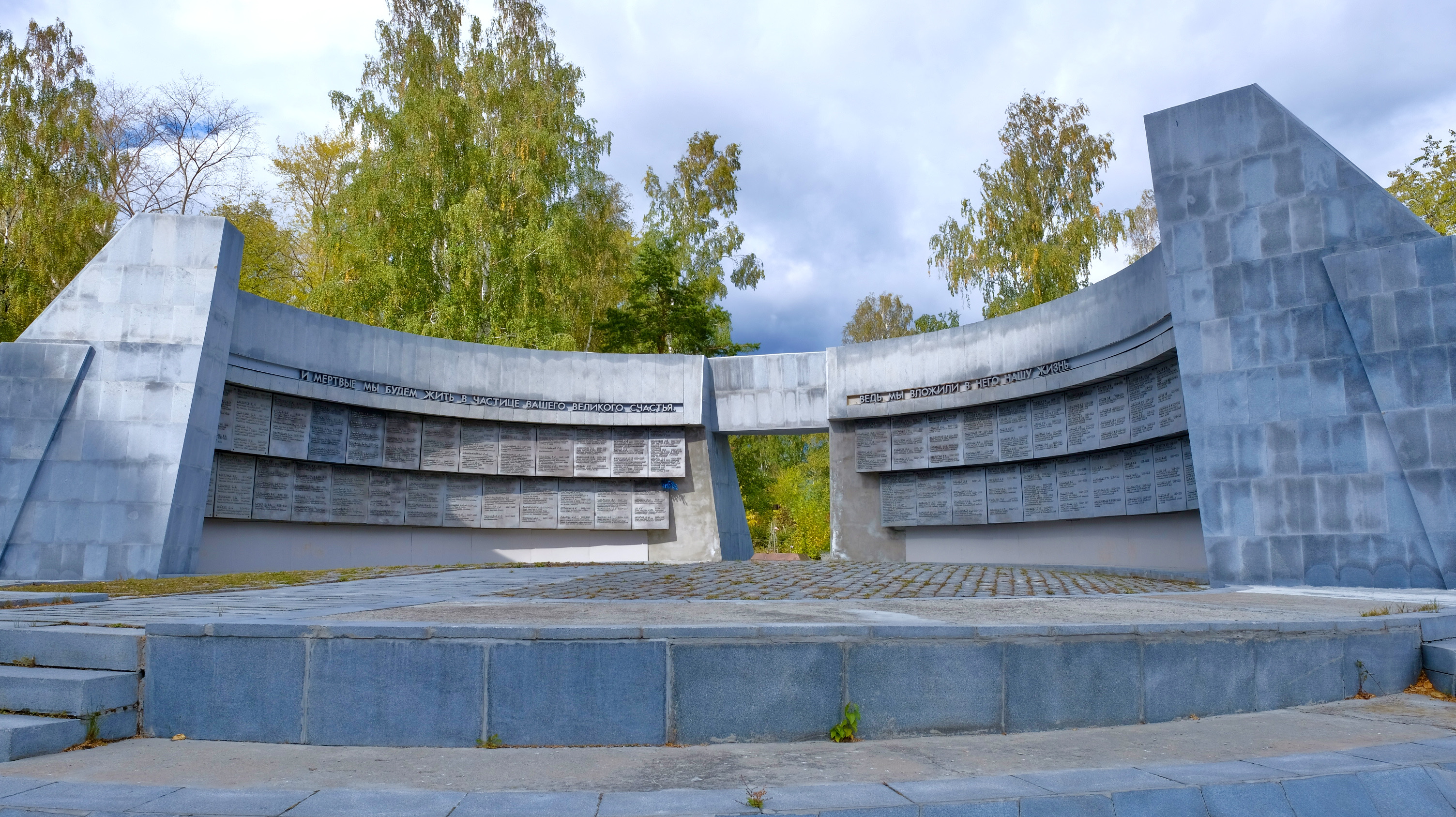
Мемориал героям революции и Гражданской войны в южной части кладбища

В 1985 году по инициативе Свердловского горкома комсомола был дан старт операции «Коммунар» — масштабного проекта по строительству мемориала уральским героям революции и гражданской войны в южной части кладбища. Два года шла подготовка к строительству — выбирались имена революционеров, которые должны были быть высечены на пилонах, комсомольцами и рабочими осуществлялся сбор средств. В свердловской газете «Вечерний Свердловск» велась активная информационная кампания по сбору сведений о «забытых» героях революции.
В октябре 1986 года горком комсомола объявил конкурс на лучший проект монумента. Победителем стал проект молодых архитекторов А. В. Молокова и А. Ю. Кармацкого. Поскольку запроектировать и построить монумент надо было к ноябрю 1987 года (70-летию установления советской власти) к проектированию был подключён Н. В. Феофилактов. Курировал проект главный архитектор города Г. И. Белянкин, от горкома комсомола штаб строительства возглавлял В. П. Быкодоров. Скульптором монумента выступил Геворк Геворкян. Итогом коллективных усилий стало успешное завершение строительства в срок и торжественное открытие монумента 6 ноября 1987 года.
На пилонах монумента высечено 280 имён — коммунистов, анархистов и меньшевиков, погибших в Гражданскую войну и годы репрессий. Фактического перезахоронения останков не было: по просьбе родственников прах погибших тревожить не стали. С их могил принесли лишь по горсти земли и в урнах зарыли под постаментом.
На 2018 год мемориал находится в аварийном состоянии. На 2019 год запланирован капитальный ремонт мемориала.

## Захоронения

### Семейные захоронения
На Ивановском кладбище находится единственное сохранившееся семейное захоронение дореволюционного градоначальника Екатеринбурга — купца Василия Кривцова. Также на кладбище находится семейная усыпальница купцов Телегиных.
Кроме того, на кладбище семейные захоронения купцов Ермолаевых, Александровых и Кудашевых, строителей Голышевых и Турышевых, фотографов Тереховых.

### Известные захоронения

#### Военные деятели
- Ишмухаметов, Ахмадулла Хозеич — Герой Советского Союза
- Емельянов, Фёдор Емельянович — командующий ВВС УрВО 1943 г., генерал-майор авиации

#### Политические деятели
- Земляниченко, Виктор Фёдорович — председатель Свердловского горисполкома
- Ермаков Пётр Захарович — участник расстрела царской семьи в 1918 году

#### Деятели культуры и искусства
- Бабыкин, Константин Трофимович — архитектор
- Бажов, Павел Петрович — писатель
- Ликстанов, Иосиф Исаакович — детский писатель
- Дальская, Елизавета Константиновна — народная артистка РСФСР
- Дыбчо, Сергей Афанасьевич — артист оперетты
- Манион Борис — двоюродный прадед артиста Филиппа Киркорова[11]
- Манион Виктор — артист цирка, прадед артиста Филиппа Киркорова[12][13][14]
- Терехов, Иван Акинфович — первый фотограф Екатеринбурга;
- Терехов, Николай Акинфович — российский фотограф.

#### Работники предприятий города
- Высоцкий, Борис Константинович — главный доменщик Главуралмета

Надгробный памятник И. И. Ликстанова
Надгробный памятник П. П. Бажову
Надгробный памятник С. А. Дыбчо
Надгробный памятник И. А. Соколова
Надгробный памятник М. Ф. Ортина

### Прочие захоронения
На кладбище находятся могилы 112 советских солдат и офицеров, умерших в свердловских госпиталях в годы Великой Отечественной войны. Также на кладбище находятся общие могилы, в которых хоронили заключённых после обращения смертного приговора к исполнению.
В западной части кладбища похоронены участники туристического похода трагически погибшей группы Игоря Дятлова Георгий (Юрий) Кривони́щенко и Александр (Семён) Золотарёв.